# Kisha Club
Der Begriff Kisha Club (jap.: 記者クラブ kisha kurabu, vom Wort kisha = Journalist / Reporter und vom kurabu = Club oder englisch: Reporters’ Club) bezieht sich auf die exklusiven Journalisten-Clubs bestimmter Nachrichtenagenturen, die vom Amtssitz des japanischen Premierministers sowie anderer Regierungsorganisationen unterschiedlicher Ebenen in Japan in Form von Medienräumen eingerichtet wurden. 
Hauptaufgabe der Kisha Clubs ist es, die Nachrichten von Regierungsorganisationen entgegenzunehmen und der Öffentlichkeit zugänglich zu machen.

## Geschichte
Der erste Kisha Club wurde 1890 von Journalisten mehrerer Zeitungen als „Journalistengruppe, die Zutritt zum Parlament hat“ (議会出入記者団 Gikai deiri kishadan) gegründet. Diese Journalistengruppe forderte von der Regierung das Recht, aus dem Parlament zu berichten und wurde als Vorbild für weitere Kisha Clubs gesehen. 
Während des Pazifikkrieges im Jahr 1941 gründete die Regierung die Japanische Zeitungsunion (日本新聞連盟, Nihon Shinbun Renmei). Jede Regierungsabteilung musste einen Kisha Club etablieren. Dieser Club wurde zum einzigen Kommunikationskanal, über den die Abteilungen ihre Nachrichten an die Öffentlichkeit weitergaben. 
Nach dem Zweiten Weltkrieg reformierte die US-Militärregierung den Aufbau der japanischen Regierung. Die Kisha Clubs wurden jedoch beibehalten, denn die US-Militärregierung wollte dadurch den Informationsfluss in Japan kontrollieren. 
Im Jahr 1962 wurde vom Verband japanischer Zeitungsverleger (日本新聞協会 Nihon Shinbun Kyokai) ein Abkommen über die Kisha Clubs vereinbart, das die Führungsebenen der jeweiligen Zeitungsagenturen dazu verpflichtete, dieses Abkommen anzuerkennen.

## Tagesablauf
Journalisten werden täglich durch regelmäßige Pressekonferenzen informiert. Im größten Kisha Club, dem Kabinett Kisha Club, finden zum Beispiel Pressekonferenzen zwei Mal täglich statt und werden normalerweise vom Kabinettsekretär geleitet. Danach entscheiden die Journalisten alleine oder mit dem Informationsanbieter zusammen, wann und was zu veröffentlichen ist und ob sie die Identität des Anbieters bekanntgeben. Außerdem dürfen die Journalisten die Nachrichten nicht früher als vereinbart veröffentlichen, sonst müssen sie mit Sanktionen rechnen.

## Funktionen
- Die Kisha Clubs spielen eine wichtige Rolle als Schnittstelle zwischen Öffentlichkeit und den Regierungsbehörden. Dabei tragen die Clubs viel zur Offenlegung von öffentlichen Informationen bei.
- Die Kisha Clubs werden in der Regel von den Informationsgebern eingerichtet. Die Klubmitglieder erhalten dann einen bequemen Zugang zu Informationen, die dann effizient an die Öffentlichkeit gebracht werden.
- Kisha Clubs organisieren regelmäßig Pressekonferenzen. Dabei bemühen sie sich, durch unsichere Informationen verursachte Verwirrungen zu vermeiden.
- Die Kisha Clubs spielen eine wichtige Rolle im internationalen Austausch von Pressemitteilungen. Darüber hinaus dienen sie dazu, wichtige ausländische Gäste zu empfangen und entsprechende Pressekonferenzen vorzubereiten.

## Kritik
Die Kisha Clubs haben seit ihrer Gründung einen großen Einfluss auf die Veröffentlichung von Informationen und auf die Medienentwicklung. Anfänglich waren die Clubs eine private freiwillige Branchenorganisation mit dem Ziel, Informationen der Regierung für die Öffentlichkeit zugänglich zu machen. Dieses Ziel wurde zwar erreicht, aber im Lauf der Zeit traten Mängel auf. Obwohl sie eigentlich die Pressefreiheit schützen sollten, erlaubten sie der Regierung aus Rücksicht auf die soziale Stabilität eine gewisse Kontrolle, womit die Pressefreiheit beeinträchtigt wurde.
Japanische Regierungsbehörden laden im Allgemeinen nur Kisha Clubs zu ihren Pressekonferenzen ein, wodurch die Kisha Clubs zu einer exklusiven Informationsquelle für die Berichterstattungen über die Arbeit der Regierung werden. Eine Analyse der Berichterstattungen der Zeitungen Yomiuri Shimbun, Asahi Shimbun und anderer Blätter zeigt, dass die meinungsbildenden Zeitungen hinsichtlich ihrer Informationen sehr stark von den Kisha Clubs abhängig sind. Die Abhängigkeit der politischen Berichterstattungen liegt dabei zwischen 30 und 80 Prozent. Im Vergleich dazu ist die entsprechende Abhängigkeit in der wirtschaftlichen Berichterstattung erheblich niedriger und liegt zwischen 10 und 30 Prozent. Dieses Nachrichtenkartell ermöglicht es den Regierungsbehörden, die Berichterstattung und dadurch die öffentliche Meinung in ihrem Sinn zu lenken.
Kleinere Medienunternehmen, neue Medien sowie Internet-Medien, freiberufliche Journalisten und ausländische Nachrichtenorganisationen werden oft daran gehindert, sich Kisha Clubs anzuschließen. Damit wird aber ihr Zugang zu Informationen erheblich behindert.
Es gibt Kritik, dass die von Regierungsbehörden, lokalen öffentliche Einrichtungen und auch der Polizei eingerichteten Presseräume für Kisha Clubs aus Steuermitteln finanziert werden. Die Kisha Clubs werden auch auf andere Weise finanziell unterstützt. Die Bemühungen der Journalisten, gute (persönliche) Beziehungen zu Politikern aufzunehmen oder zu pflegen, um bevorzugt informiert zu werden, birgt ein hohes Korruptionspotenzial.
Im Rahmen des Kisha Club Systems tendieren die Journalisten dazu, die mitgeteilten Informationen und Materialien lediglich zusammenzufassen und nur gering zu bearbeiten. Das birgt die Gefahr, dass die Journalisten kaum eigenständig recherchieren sowie auf eigene Initiative Untersuchungen oder Interviews durchführen.
Weil die Pressekonferenzen der Kisha Clubs eine Hauptquelle für die Berichterstattung der Medien darstellen, fehlt es der japanischen Berichterstattung oftmals an Meinungsvielfalt. Ferner unterliegt manche Berichterstattung der Manipulation durch die Behörden, die diese Informationen freigeben, was dazu führt, dass die Berichterstattung verschiedener Medien über ein bestimmtes Thema sich in Inhalt und Wortlaut sehr oft ähnelt.

## Reform
Aufgrund der Nachteile des Kisha Club Systems gibt es immer wieder Stimmen in Japan und im Ausland, die Reformen fordern. Unter dem gemeinsamen Druck von ausländischen Journalisten und Regierungen stimmte die japanische Regierung in den 1990er Jahren zu, den Kisha Club im japanischen Außenministerium, der Tokioter Börse und der Bank of Japan für ausländische Journalisten zu öffnen. 
Im Jahre 2002 gestattete der Generalsekretär der Demokratischen Partei, Okada Katsumi, im kleinen Maßstab, ausländischen Journalisten sowie Journalisten von Zeitschriften und Sport- und Unterhaltungszeitungen die Pressekonferenz der Demokratischen Partei zu besuchen.
Allerdings ist dies nur ein kleiner Fortschritt. Die Pressefreiheit in Japan hat sich dadurch nicht erheblich verbessert. Die Vereinten Nationen veröffentlichten am 16. April 2016 einen Bericht, in dem zu lesen ist, dass die Pressefreiheit in Japan ernsthaft bedroht ist, seit Premierminister Shinzo Abe sein Amt angetreten hat. 
Es wird gefordert, das Kisha Club System ganz abzuschaffen. In der von „Reporter ohne Grenzen“ veröffentlichten „2016 World Press Freedom Index“-Rangliste steht Japan nur an der zweiundsiebzigsten Stelle auf der Welt, viel niedriger als die meisten anderen Industriestaaten.